# Victor Joze
Joze Dobrski de Jastzebiec, dit Victor Joze, né le 20 avril 1861 à Wyszogród et mort le 18 janvier 1933 à Asnières-sur-Seine, est un écrivain et journaliste français d'origine polonaise.

## Biographie

### Jeunesse et famille
Fils de Leopold Dobrski et d'Edwige Wolska, son épouse, Joze Dobskri naît à Wyszogród, alors en Russie, en 1861. En 1892, devenu publiciste à Paris, il est naturalisé français par décret, sous le nom de Joseph Sulpice Victor Dobrski. L'année suivante, il épouse à Saint-Ouen Suzanne Marguerite Compoint. Veuf en 1899, Victor Joze se remarie en novembre 1900 à Paris avec sa belle-sœur, Marie Ernestine Jeanne Compoint, écrivaine qui signe « J. Compoint ».

### Carrière
Journaliste, Victor Joze contribue à La Revue indépendante, La Lanterne, Le Radical, Jean qui rit, Le Figaro, le Mercure de France, et est correspondant en Russie pour Le Temps et Le Courrier franco-russe. Il est rédacteur en chef du journal Fin de siècle (1893) et de L'Avenir républicain du Lot (1899).
Il meurt en 1933 à Asnières, en son domicile du 16, avenue Jeanne.

## Écrits

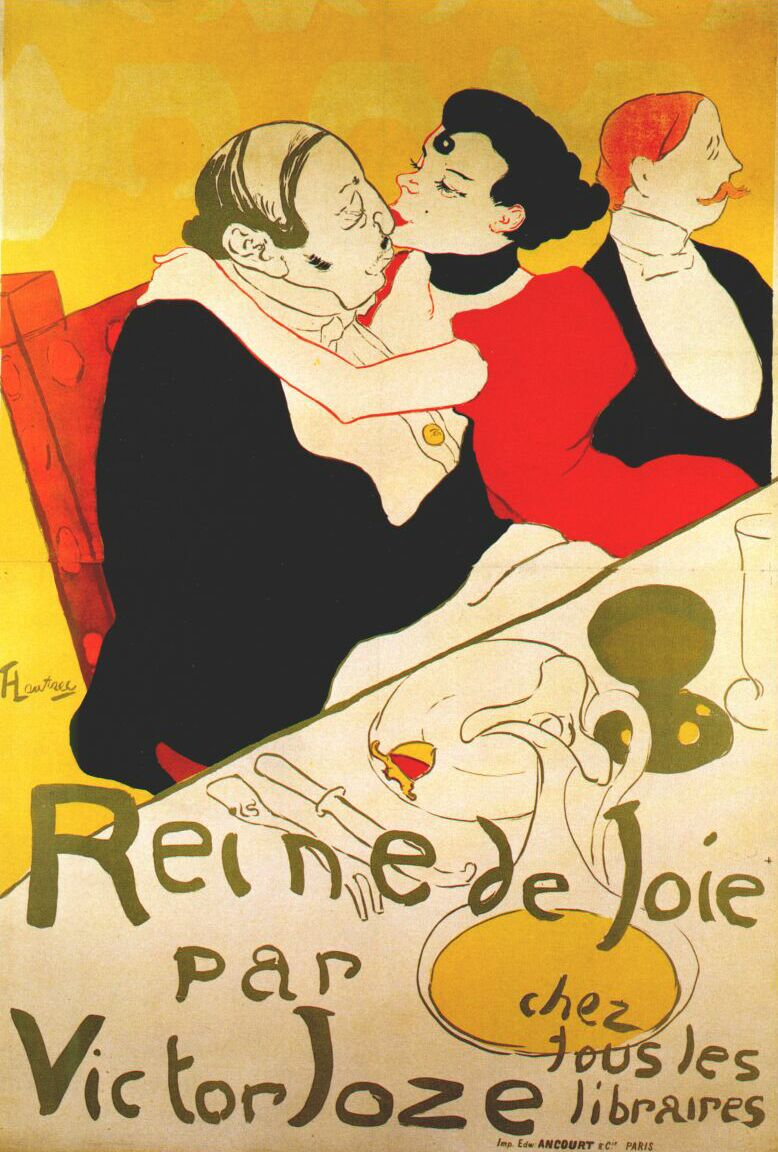
Reine de joie par Victor Joze, par Lautrec, affiche, 1892.

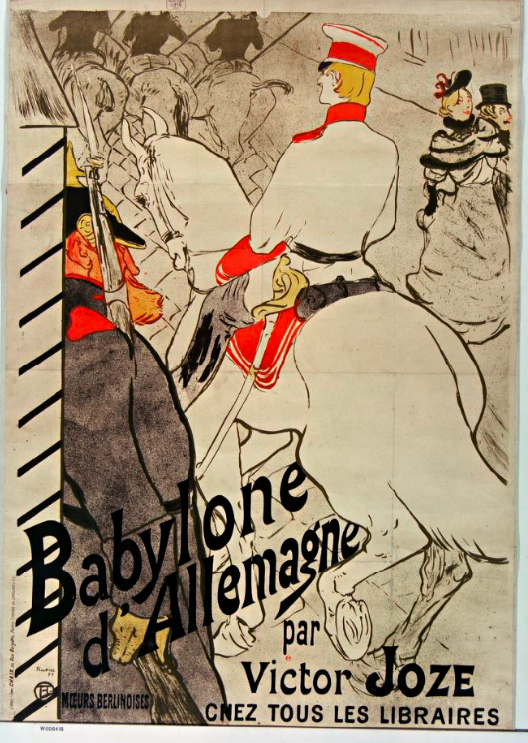
Babylone d'Allemagne par Lautrec, affiche, 1894.

- Les Maréchaux de la chronique : Henri Rochefort, Aurélien Scholl, Albert Wolff, Henry Fouquier, Émile Bergerat, Paris, Librairie de La Revue indépendante, 1888.
- Mon album. Les petites démascarades, préface d'Aurélien Scholl, Paris, Librairie Ernest Kolb éditeur, 1889.
- Lever de rideau, esquisses naturalistes. La Ménagerie sociale I, Paris, P. Arnould, 1890.
- L'Homme à femmes. La Ménagerie sociale II, couverture de Georges Seurat, Paris, P. Arnould, 1890 — sur Gallica.
- La Reine de joie, mœurs du demi-monde. La Ménagerie sociale III, couverture de Pierre Bonnard, Paris, H. Julien, 1892.
- La Babylone d'Allemagne. La Ménagerie sociale IV, couverture de Henri de Toulouse-Lautrec, Paris, P. Antony (Albert Savine), 1894.
- Paris-Gomorrhe, mœurs du jour. La Ménagerie sociale V, Paris, P. Antony, 1894.
- Le Demi-monde des jeunes filles. La Ménagerie sociale VI, Paris, P. Antony, 1895 — réédition Bibliothèque parisienne, 1903 sur Gallica.
- Les Sœurs Vachette. Le Carnaval parisien I, Paris, P. Antony, 1896 — réédition Bibliothèque du journal Fin de siècle, illustré par G. Made, 1900 sur Gallica.
- La Cantharide, mœurs parisiennes. La Ménagerie sociale VII, Paris, P. Antony, 1897 — réédition, Pierre Fort, 1899 sur Gallica.
- Les Rozenfeld, histoire d'une famille juive : La tribu d'Isidore, couverture de Lautrec, Paris, P. Antony, 1897.
- Veuve Béguin. Le Carnaval parisien II, Paris, Bibliothèque du journal Fin de siècle, 1898.
- Les Nouveaux Mystères de Paris, Paris, Bibliothèque du journal Fin de siècle, 1901.
- La Femme à passions, roman de mœurs parisiennes, Paris, M. Rouff, 1902.
- Les Rozenfeld, histoire d'une famille juive sous la Troisième République. La conquête de Paris, Paris, Société d'éditions contemporaines, 1904.
- L'Éternel Serpent, roman de mœurs parisiennes. La Ménagerie sociale VIII, Paris, Librairie des publications modernes, 1906.
- L'Amour vénal, grand roman de mœurs contemporaines, illustré de 20 photographies, Paris, Librairie artistique, [1906].
- Madame Prudhomme, roman de mœurs, illustration de Édouard-Alexandre Bernard, Paris, Les Publications modernes, 1907.
- Les Amours défendues, avec J. Compoint [Suzanne Compoint], illustrations de Lubin de Beauvais, Paris, De Porter, 1907.
- Le Péché de la baronne du Landy : roman passionnel, illustration de Jack Abeillé, Paris, Librairie artistique, [1909].
- Les Rozenfeld, histoire d'une famille juive. Jérusalem-sur-Seine, Paris, Nouvelles publications contemporaines, 1914.